# Los Angeles Film Critics Association Award al miglior film in lingua straniera
Il Los Angeles Film Critics Association Award al miglior film in lingua straniera (Los Angeles Film Critics Association Award for Best Foreign Language Film) è un premio assegnato annualmente dai membri del Los Angeles Film Critics Association al miglior film straniero distribuito negli Stati Uniti nel corso dell'anno.
Fino al 1995, era denominato Los Angeles Film Critics Association Award al miglior film straniero.

## Vincitori

### Anni 1970
- 1975: Tutta una vita (Toute une vie), regia di Claude Lelouch ·  Francia
- 1976: L'immagine allo specchio (Ansikte mot ansikte), regia di Ingmar Bergman ·  Svezia
- 1977: Quell'oscuro oggetto del desiderio (Cet obscur objet du désir), regia di Luis Buñuel ·  Francia
- 1978: La vita davanti a sé (La Vie devant soi), regia di Moshé Mizrahi ·  Francia
- 1979: Soldato d'Orange (Soldaat van Oranje), regia di Paul Verhoeven ·  Paesi Bassi

### Anni 1980
- 1980: Il tamburo di latta (Die Blechtrommel), regia di Volker Schlöndorff ·  Germania Ovest
- 1981: Pixote - La legge del più debole (Pixote, a Lei do Mais Fraco), regia di Héctor Babenco ·  Brasile
- 1982: Interceptor - Il guerriero della strada (Mad Max 2), regia di George Miller ·  Australia
- 1983: Fanny e Alexander (Fanny och Alexander), regia di Ingmar Bergman ·  Svezia
- 1984: Il quarto uomo (De vierde man), regia di Paul Verhoeven ·  Paesi Bassi
- 1985: 
  - Ran, regia di Akira Kurosawa ·  Giappone
  - La storia ufficiale (La historia oficial), regia di Luis Puenzo ·  Argentina
- 1986: Senza tetto né legge (Sans toit ni loi), regia di Agnès Varda ·  Francia
- 1987: Arrivederci ragazzi (Au revoir les enfants), regia di Louis Malle ·  Francia
- 1988: Il cielo sopra Berlino (Der Himmel über Berlin), regia di Wim Wenders ·  Germania Ovest
- 1989: 
  - Un affare di donne (Une affaire de femmes), regia di Claude Chabrol ·  Francia
  - Voci lontane... sempre presenti (Distant Voices, Still Lives), regia di Terence Davies ·  Regno Unito

### Anni 1990
- 1990: La vita e niente altro (La Vie et rien d'autre), regia di Bertrand Tavernier ·  Francia
- 1991: La bella scontrosa (La Belle Noiseuse), regia di Jacques Rivette ·  Francia
- 1992: La moglie del soldato (The Crying Game), regia di Neil Jordan ·  Regno Unito
- 1993: Addio mia concubina (Bàwáng bié jī), regia di Chen Kaige ·  Cina
- 1994: Tre colori - Film rosso (Trois couleurs : Rouge), regia di Krzysztof Kieślowski ·  Francia
- 1995: L'età acerba (Les Roseaux sauvages), regia di André Téchiné ·  Francia
- 1996: Il buio nella mente (La Cérémonie), regia di Claude Chabrol ·  Francia
- 1997: La Promesse, regia di Jean-Pierre e Luc Dardenne ·  Belgio
- 1998: Festen - Festa in famiglia (Festen), regia di Thomas Vinterberg ·  Danimarca
- 1999: Tutto su mia madre (Todo sobre mi madre), regia di Pedro Almodóvar ·  Spagna

### Anni 2000
- 2000: Yi Yi - e uno... e due... (Yī Yī), regia di Edward Yang ·  Taiwan
- 2001: No Man's Land (Ničija zemlja), regia di Danis Tanović ·  Bosnia ed Erzegovina
- 2002: Y tu mamá también - Anche tua madre (Y tu mamá también), regia di Alfonso Cuarón ·  Messico
- 2003: L'uomo del treno (L'Homme du train), regia di Patrice Leconte ·  Francia
- 2004: La foresta dei pugnali volanti (Shí miàn máifú), regia di Zhang Yimou ·  Cina
- 2005: Niente da nascondere (Caché), regia di Michael Haneke ·  Austria
- 2006: Le vite degli altri (Das Leben der Anderen), regia di Florian Henckel von Donnersmarck ·  Germania
- 2007: 4 mesi, 3 settimane, 2 giorni (4 luni, 3 săptămâni şi 2 zile), regia di Cristian Mungiu ·  Romania
- 2008: Still Life (Sānxiá hǎorén), regia di Jia Zhangke ·  Cina
- 2009: Ore d'estate (L'Heure d'été), regia di Olivier Assayas ·  Francia

### Anni 2010
- 2010: Carlos, regia di Olivier Assayas ·  Francia
- 2011: City of Life and Death (Nánjīng! Nánjīng!), regia di Lu Chuan ·  Cina
- 2012: Holy Motors, regia di Leos Carax ·  Francia[1]
- 2013: La vita di Adele (La Vie d'Adèle - Chapitres 1 et 2), regia di Abdellatif Kechiche ·  Francia[2]
- 2014: Ida, regia di Paweł Pawlikowski ·  Polonia[3]
- 2015: Il figlio di Saul (Saul fia), regia di László Nemes ·  Ungheria[4]
- 2016: Mademoiselle (Agassi), regia di Park Chan-wook ·  Corea del Sud[5]
- 2017[6]
  - 120 battiti al minuto (120 battements par minute), regia di Robin Campillo ·  Francia
  - Loveless (Neljubov'), regia di Andrej Zvjagincev ·  Russia
- 2018[7][8]
  - Un affare di famiglia (Manbiki kazoku), regia di Hirokazu Kore'eda ·  Giappone
  - Burning (Beoning), regia di Lee Chang-dong ·  Corea del Sud
- 2019: Dolor y gloria, regia di Pedro Almodóvar ·  Spagna[9]

### Anni 2020
- 2020: La ragazza d'autunno (Dylda), regia di Kantemir Balagov  ·   Russia[10]
- 2021: Petite Maman, regia di Céline Sciamma  ·   Francia[11]